# 北京商務中心区
北京商務中心区（ペキン しょうむ ちゅうしんく）は中華人民共和国北京市朝陽区に位置するビジネスセンター。北京の新規中心業務地区（CBD）として開発された新都心。世界経済の中枢地区となることを目指して北京市政府によって開発が進められている。「北京CBD」とも称される。

## 範囲

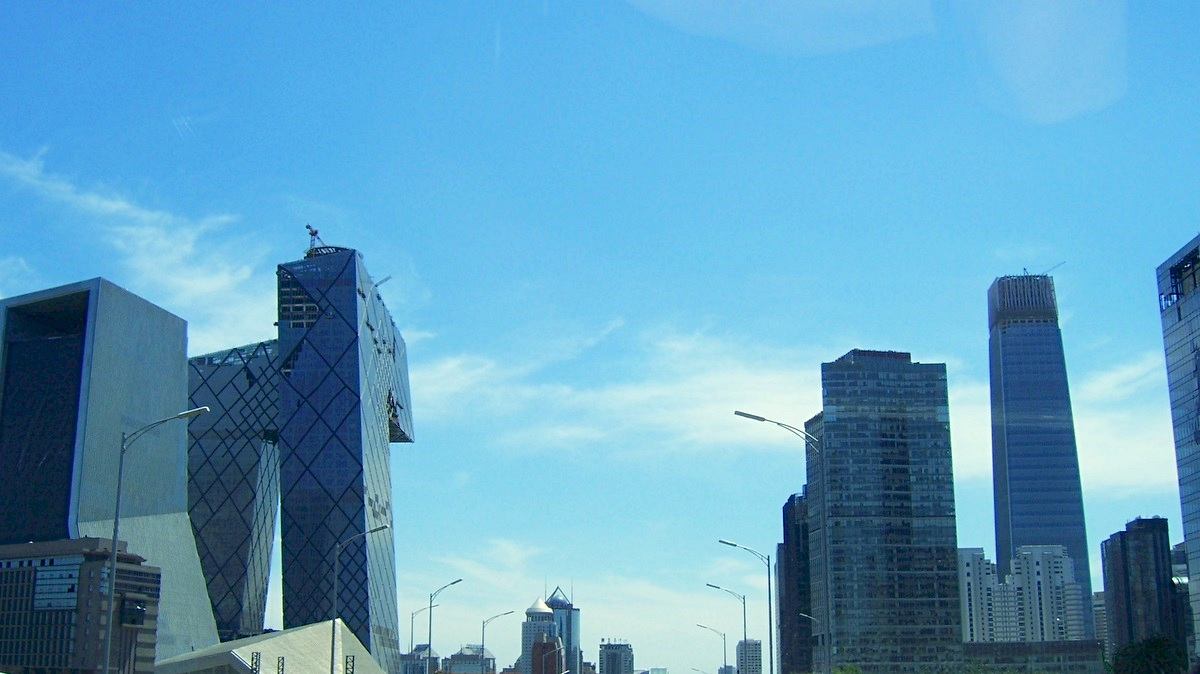
北から見た北京CBD。左は中国中央電視台本部ビル、右に国貿三期が見える

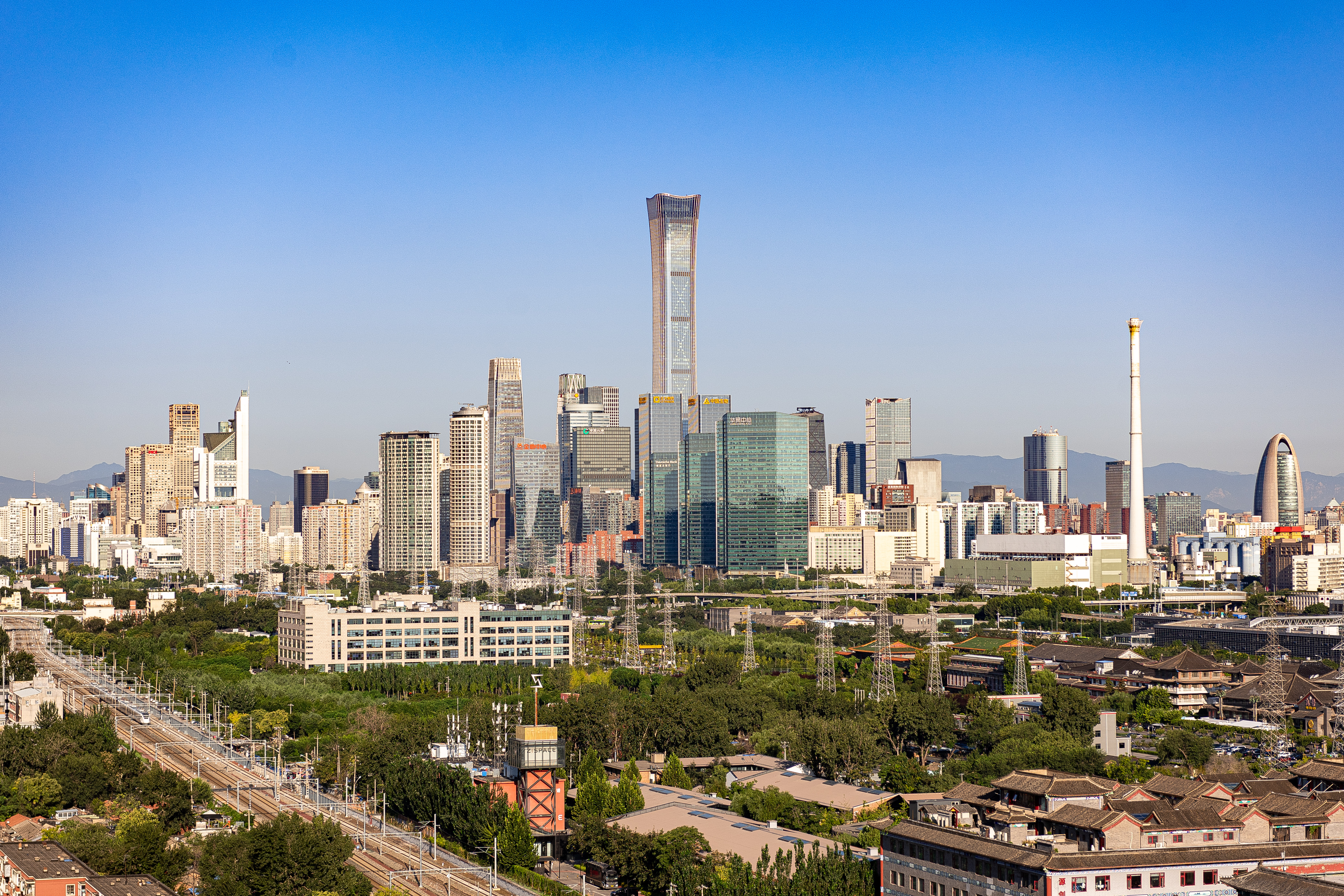
東南から見た北京CBD

紫禁城を中心とした北京旧市街よりも東側に位置しており、西は建国門外・朝陽門外の各国大使館地区（かつての城壁の跡を走る建国門北大街の東側に広がる）に隣接している。南の境界線には通恵河が流れる。CBDは、北京を東西に貫く大通りである建国門外大街と、北京の内側から三番目の環状道路である東三環路との交差点（国貿橋）を中心とした3.99平方キロメートルの面積に広がり、超高層のオフィスビル・ホテル・ショッピングセンター・マンション・文化施設などが立ち並ぶ。
この地区には中国を代表する金融機関・メディアなどの大企業本社や、世界各国の名だたる銀行・保険・電子・情報・コンサルタントなど多国籍企業の中国本部が置かれている。これらの企業に勤める外国人やエリートサラリーマンなどが地区内のマンションに居住し、国貿商城などのショッピングセンターや映画館・劇場は北京市民の買い物や娯楽の場所にもなっている。道路や地下鉄などの便はよく、一帯には法律事務所・会計事務所・国際展示場・宅配業者など国際的なビジネスを支えるサービス業も集積している。
北京CBDは、市街地西部の西二環路付近にある北京金融街（中国人民銀行の本部などがある）に次ぐ北京の金融センターに位置づけられている。このビジネス街を発展させるため、CBDをさらに東へ拡大し東四環路に至る3平方キロメートルを新たに開発する計画も進められている。
CBDの中心となる国貿橋周辺を大北窯と呼ぶことから、北京人は北京CBDのことを語呂あわせで「中国北京大北窯」（China Beijing Dabeiyao）ともいう。

## 経緯
この地区はかつてはレンガを焼く窯が多く、「大北窯」という地名が残っている。中華人民共和国建国以後、大北窯には北京第一工作機械工場が建ち、一帯は同工場に属する工業地帯となった。1980年前後から、西側諸国など中華人民共和国と新たに国交を持った国々の大使館が建国門外に集積するようになり、1985年から1990年にかけてその東に中国国際貿易センター（国貿）第一期が建設され、オフィスビルや高級ホテルや国際会議場が供給された。
北京市政府は、1990年代初頭に構想された都市計画案、『北京城市総体規画（1991-2010年）』の中で新たな中心業務地区（CBD）を建設する戦略を提案している。1993年にはこの計画を中華人民共和国国務院が批准した。北京市都市計画設計研究院が編集した『北京市商務中心規画』では、北京CBDの範囲は、西は東大橋路、東は東三環路、南は光華路、北は朝陽路となっている。都市計画設計研究院は1997年にはCBD計画の規模を拡大し、東は東三環路を超えて西大望路まで、南は通恵河まで、北は亮馬河の南側に開発を抑制する後背地区を設定した。開発は2000年前後から開始され、工場は解体されその跡地に激しい勢いで高層ビルが立ち並んだ。
2009年5月11日の市政府の専題会では、共産党市委と市政府が北京CBDの更なる拡張を決定した。これにより、さらに6年から8年をかけて東四環路までの地域が開発されることになる。開発計画のコンペではアメリカのスキッドモア・オーウィングズ・アンド・メリル社（SOM）が勝ち、環境に配慮しごみや二酸化炭素の排出を抑える、緑の多い街区が造られることになった。

## 企業

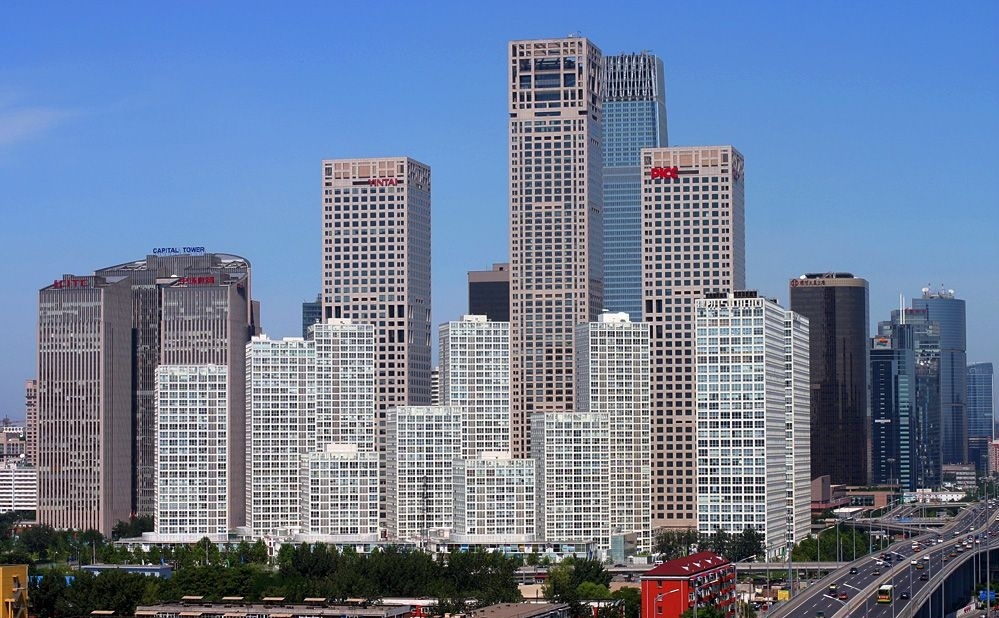
北京CBD。建外SOHO、北京銀泰中心、国際貿易センターを中心とした一角

建設から8年ほどで、北京CBDには、フォーチュン誌の「世界企業ランキング500社」に挙げられた企業のうち117社が拠点を置くなど、各国の多国籍企業が集中している。北京に進出した大手外国企業のうち70%がCBDに集まっている。
この地区には北京電視台の新社屋である41階建て・高さ239メートルの「北京テレビセンター」（北京電視中心）が建てられたほか、2008年には中国中央電視台の新社屋である54階建て・高さ234メートルの中国中央電視台本部ビルも竣工した。またロイター、AP通信、フランス通信社、鳳凰衛視、CNN、BBC、など各国のメディアや通信社もこの地区に集まっている。中国伝媒大学、清華大学美術学院、首都経済貿易大学などもCBD周辺にあり、CBDのメディア企業や金融企業に人材を供給している。
2001年に設置された北京CBD管理委員会（Beijing CBD Administrative Committee）はこの地区の計画と管理に責任を持ち、投資を集め、労働環境を高める業務を行っている。委員会は進出企業に対してワンストップサービスを提供しており、法務・税務・中国政府の政策などの情報入手や各種認可などの業務が一箇所で完結するようになっている。また北京CBD国際商務節（Beijing CBD International Business Festival）や国際フォーラム等の催しを通じて世界へ情報を提供している。

## 北京CBDの主な施設

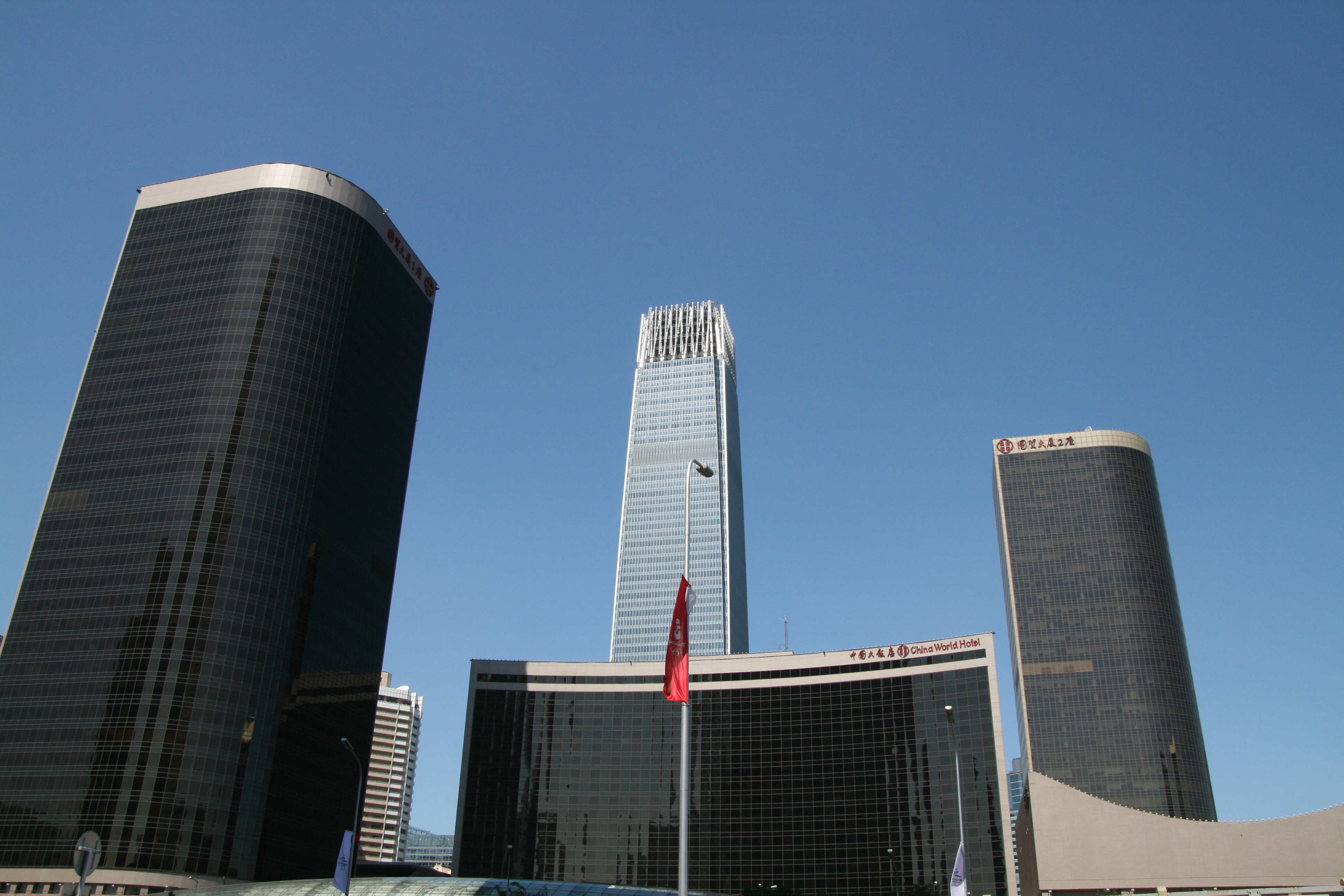
北京CBD。手前は1985年から1990年にかけて建設された中国国際貿易センター（国貿）第一期

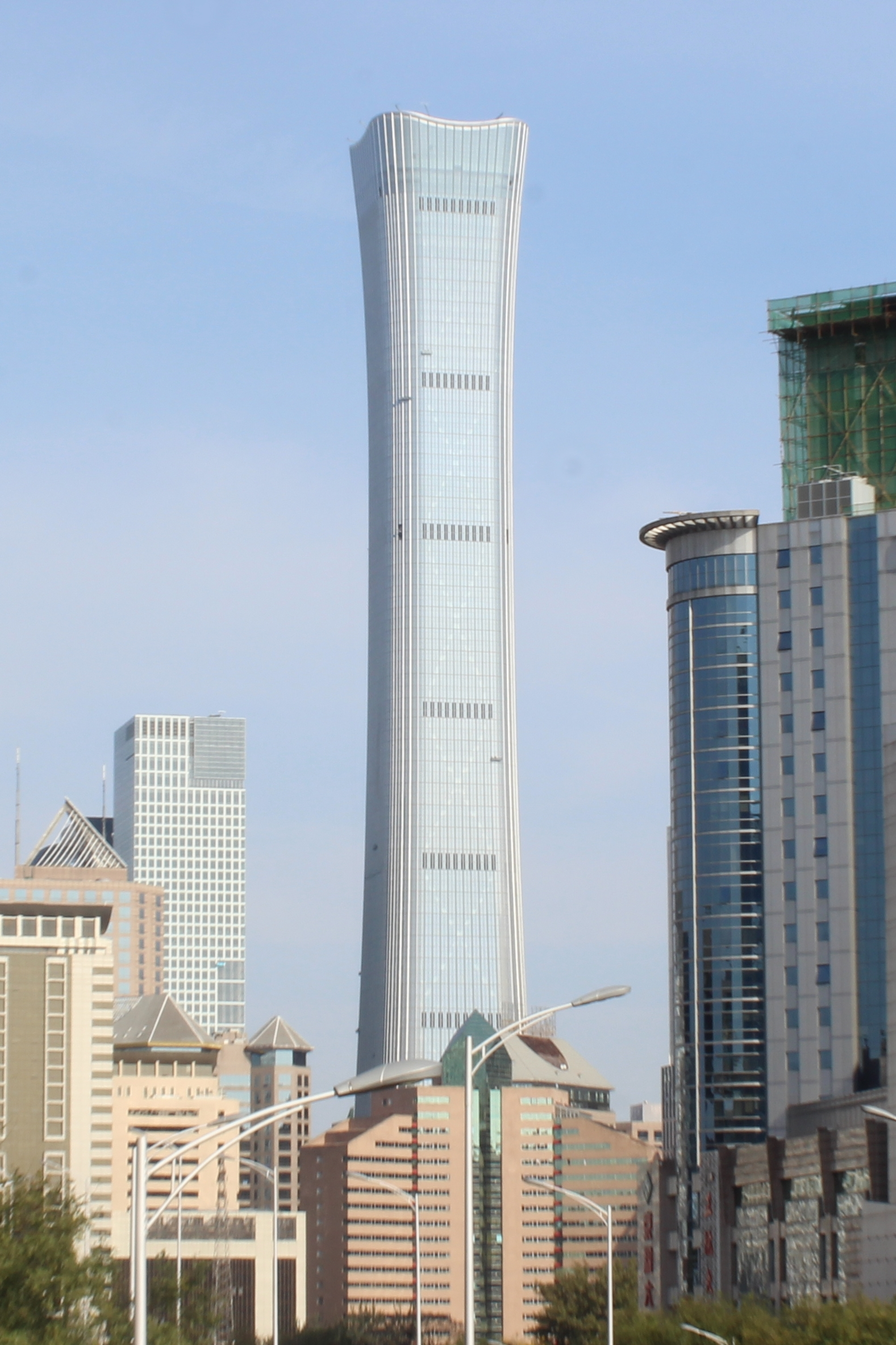
中国尊（2018年）

- 中国国際貿易センター（China World Trade Center、国貿中心）
  - 国貿大廈1座
  - 国貿大廈2座
  - 国貿西楼
  - 国貿東楼
  - 国貿三期ビル（China World Trade Center Tower 3） - 330m、74階建
- 北京銀泰センター（Beijing Yintai Centre、北京銀泰中心） - 250m（一棟）、186m（二棟）
- 北京テレビセンター（Beijing TV Centre、北京電視中心） - 239m、41階建
- フォーチュン・プラザ（Fortune Plaza、北京財富中心） - 260m、63階建
- 中国中央電視台本部ビル（CCTV Headquarters） - 234m、54階建
- 建外SOHO（Jianwai SOHO）- 山本理顕による設計
- 賽特大廈
- 世貿天階
- 中国尊（China Zun） - 510m、108階建。2011年9月に着工し、2018年12月に完成。現在は北京で最も高いビルとなる[7]。

## 交通

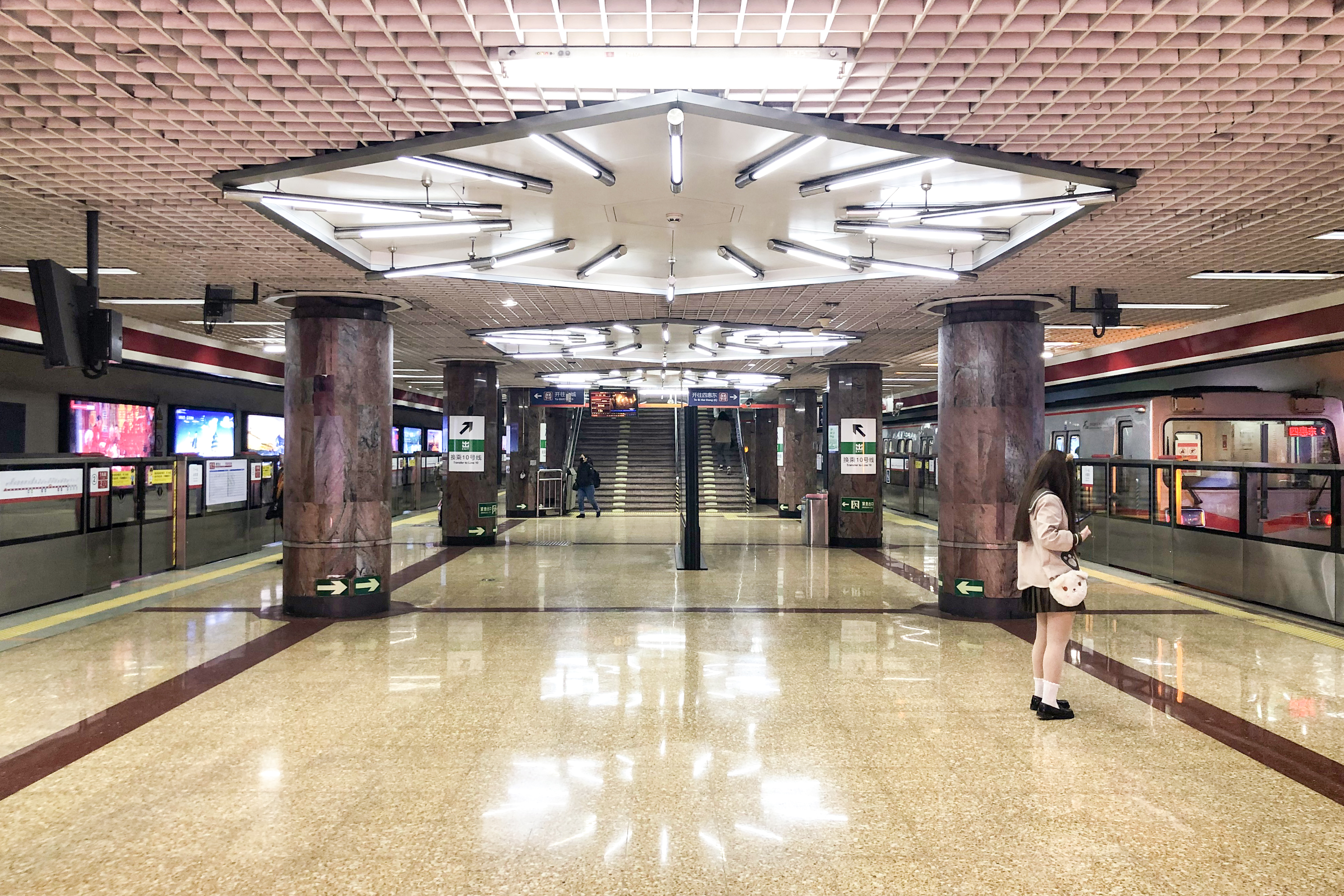
国貿駅ホーム

最寄り駅は、北京地下鉄1号線と10号線の国貿駅。